# Eupithecia praealta
Eupithecia praealta là một loài bướm đêm trong họ Geometridae.